# Pomarolo
Pomarolo  és un municipi italià, dins de la província de Trento. L'any 2007 tenia 2.298 habitants. Limita amb els municipis d'Aldeno, Cimone, Nomi, Rovereto, Villa Lagarina i Volano.

## Administració
| Període | Identitat         | Partit        |
| ------- | ----------------- | ------------- |
| 2005-   | Massimo Fasanelli | Llista cívica |